# Richard Hanley
Richard „Dick“ Dennis Hanley (* 19. Februar 1936 in Evanston, Illinois; † 11. Mai 2022) war ein Schwimmer aus den Vereinigten Staaten. Er war olympischer Silbermedaillengewinner 1956.

## Karriere
Richard Hanley studierte an der University of Michigan. Er war einmal Collegemeister und gewann vier Titel der Amateur Athletic Union.
Bei den Olympischen Spielen 1956 in Melbourne trat Hanley in zwei Disziplinen an. Über 100 Meter Freistil siegten drei Australier vor drei Schwimmern aus den Vereinigten Staaten, Hanley belegte den fünften Platz. In der Freistilstaffel qualifizierten sich Richard Hanley, Tim Jecko, Sonny Tanabe und Ford Konno für das Finale. Im Endlauf schwammen Richard Hanley, George Breen, William Woolsey und Ford Konno auf den zweiten Platz mit fast acht Sekunden Rückstand auf die Australier.